# 로저 브레스나한
로저 브레스나한(Roger Bresnahan, 본명: 로저 필립 브레스나한, 본명 영어: Roger Philip Bresnahan, 1879년 6월 11일 ~ 1944년 12월 4일)은 "트랄리 공작"(Duke of Tralee)이라는 별명을 지닌 미국의 선수이자 메이저 리그 베이스볼(MLB)의 감독이었다. 선수로서 브레스나한은 MLB에서 워싱턴 세너터스(1897), 시카고 고아스(1900), 볼티모어 오리올스(1901–02), 뉴욕 자이언츠(1902–1908), 세인트루이스 카디널스(1909–1912) 및 시카고 컵스(1913~1915)에서 경쟁했다. 브레스나한은 또한 카디날스(Cardinals, 1909-1912)와 컵스(Cubs, 1915)를 관리했다. 그는 1905년 월드 시리즈 챔피언의 멤버였다.
브레스나한은 투수로 MLB 경력을 시작했다. 그는 정규 포수가 되기 전에 외야수로도 활동했다. MLB 경력 동안 브레스나한은 4,480타수에서 .279의 타율을 기록했고 관리상 승패 기록은 328-432였다. 브레스나한은 1907년 포수가 착용하는 정강이 보호대를 도입하여 야구에서 보호 장비의 사용을 대중화했다. 그는 또한 최초의 타격 헬멧을 개발했다.
브레스나한은 선수로 은퇴한 후에도 프로야구에서 계속 활동했다. 그는 마이너 리그 톨레도 머드 헨스(Toledo Mud Hens)를 소유하고 자이언츠와 디트로이트 타이거스를 코치했다. 그는 1945년 재향 군인회 위원회에 의해 미국 야구 명예의 전당에 선출되었다.